# Dotsie Bausch
Dotsie Bausch (n. 6 martie 1973, Kentucky, SUA) este o sportivă ce a reprezentat Statele Unite ale Americii, medaliată olimpică. A participat la o ediție a Jocurilor Olimpice (2012) în care a câștigat o medalie de argint.